# クラウス・トイバー
クラウス・トイバー (Klaus Teuber, 1952年6月25日-2023年4月1日)は、 ドイツのボードゲームデザイナーである。ドイツヘッセン州オーデンヴァルト群ブロイベルグ市ライ＝ブライテンバッハ出身。
トイバーの代表作『カタンの開拓者たち』は1995年の発売から2016年までで2500万個以上の売り上げがあり、30以上の言語版が存在するなど、世界的な人気がある。

## 経歴
トイバーはドイツ年間ゲーム大賞(Spiel des Jahres)を『カタンの開拓者たち』、『バルバロッサ』、『ドリュンター・ドリューバー』、『貴族の務め』で4度受賞している。
1981年にトイバーは『バルバロッサ』の前身となる初めての作品を作った。7年後の1988年、『バルバロッサ』は初めて商品化されたトイバーの作品となった。
1973年に結婚した妻Claudiaとの間に2男1女の子供がいる。
1999年に専業のボードゲームデザイナーとなるまでは、父親から受け継いだ歯科技工室で歯科技工士の仕事もしていた。
1992年にTM-Spiele社を設立。2002年にはCatan GmbH社を妻や3人の子供たちと共に設立した。
2023年4月1日死去。70歳没。

## ゲーム
主な作品リスト
『バルバロッサ』 - Barbarossa und die Rätselmeister (1988)
1988年ドイツ年間ゲーム大賞
Licht und Schatten (1990)
Einfalls-Pinsel (1990)
『貴族の務め』 - Adel verpflichtet (1990)
1990年ドイツ年間ゲーム大賞、1990年ドイツゲーム大賞1位
『ドリュンター・ドリューバー』 - Drunter & Drüber (1991)
1991年ドイツ年間ゲーム大賞、1991年ドイツゲーム大賞3位
『さまよえるオランダ人』 - Der Fliegende Holländer (1992)
1992年ドイツゲーム大賞1位
『ベルニサージュ』 - Vernissage (1993)
1993年ドイツゲーム大賞3位
『カタンの開拓者たち』 - Die Siedler von Catan (1995)
1995年ドイツ年間ゲーム大賞、1995年ドイツゲーム大賞1位、金の羽根賞など受賞歴多数。拡張版、シリーズ作品が多数存在する。
『エントデッカー』 - Entdecker (1996)
1996年ドイツゲーム大賞2位
『レーベンヘルツ』 - Löwenherz (1997)
1997年ドイツゲーム大賞1位
『ブタの貯金箱』 - Fette Bäuche (1999)
『ニュー・エントデッカー』 - Die neuen Entdecker (2001)
2001年ドイツゲーム大賞金の羽根賞

## 外部サイト
- クラウス・トイバー   - ボードゲームギーク
- "Special K", article on Klaus Teuber's impact on the game industry
- "Monopoly Killer: Perfect German Board Game Redefines Genre", article on the process through which Klaus Teuber refined Settlers of Catan